# E802号線
E802号線 (E802ごうせん、英: European route E802) はポルトガルにあり、ブラガンサ – オウリッケを結ぶ、欧州自動車道路のBクラス幹線道路。

## 経路
- ポルトガル
  - E82号線 - ブラガンサ
  - E80号線、E806号線 - グアルダ
  - E806号線 - カステロ・ブランコ
  - ポルタレグレ
  - E90号線 - エヴォラ
  - ベージャ
  - E01号線 - オーリッケ